# Charles Lacquehay
Charles Lacquehay (París, 4 de novembre de 1897 - París, 3 d'octubre de 1975) va ser un ciclista francès, que fou professional entre 1919 i 1938. Va competir tant en el ciclisme en pista com amb la ruta. Va aconseguir dos Campionats del món en Mig Fons.

## Palmarès en pista
- 1926
  - 1r als Sis dies de París (amb Georges Wambst)
  - 1r als Sis dies de Berlín (amb Georges Wambst)
- 1927
  - 1r als Sis dies de Breslau (amb Georges Wambst)
- 1928
  - 1r als Sis dies de París (amb Georges Wambst)
  - 1r als Sis dies de Niça (amb Georges Wambst)
  - 1r al Premi Dupré-Lapize (amb Georges Wambst)
- 1933
  -  Campió del món de Mig Fons
  -  Campió de França de mig fons
- 1935
  -  Campió del món de Mig Fons

## Palmarès en ruta
- 1922
  - 1r a la París-Chauny
- 1923
  - 1r a la Polymultipliée
  - 1r a la Niça-Mont Agel
  - 1r al Circuit d'Alençon
- 1925
  - 1r al Circuit de París
- 1928
  - 1r al Critèrium dels Asos